# Polderdistrict Tielerwaard
Het Polderdistrict Tielerwaard was een waterschap in de provincie Gelderland. Het waterschap werd in 1983 opgenomen in het nieuw gevormde Polderdistrict Tieler- en Culemborgerwaarden.

## Geschiedenis
Graaf Reinoud II van Gelre vaardigde in 1327 een dijkbrief uit voor de Tielerwaard. Met deze dijkbrief werd in feite een bestaande situatie vastgelegd en was het Polderdistrict Tielerwaard opgericht.
De invoering van het Rivierpolderreglement in 1838 resulteerde uiteindelijk in de opheffing van de dorpspolders van de Tielerwaard in 1955. Deze inliggende polders gingen op in het Polderdistrict Tielerwaard. Het ging om de volgende polders:
- Polder Deil
- Polder Enspijk
- Polder Gellicum
- Polder Opijnen
- Polder Rumpt